# Luciano Baiano
Luciano Ferreira dos Santos, ou simplesmente Luciano Baiano (Valença, 9 de dezembro de 1976) é um futebolista brasileiro. Foi revelado pelo União São João/SP, e jogou  até 2015 no Bahia, na posição de lateral-direito. Em 2016, passou a ser treinador, trabalhando atualmente no Osvaldo Cruz

## Títulos
União São João
- Campeonato Brasileiro de Futebol - Série B: 1996